# Cypholophus ledermannii
Cypholophus ledermannii är en nässelväxtart som beskrevs av H. Winkl.. Cypholophus ledermannii ingår i släktet Cypholophus och familjen nässelväxter. Inga underarter finns listade i Catalogue of Life.